# Stilbops vetulus
Stilbops vetulus là một loài tò vò trong họ Ichneumonidae.